# Estación Mercado de Talcahuano
Mercado de Talcahuano es una estación ubicada en la comuna de Talcahuano, forma parte de la Línea 1 del Biotrén. 

## Historia
Se ubica en el ramal San Rosendo-Talcahuano. Su boletería y acceso se encuentra en el cruce de calle Valdivia con Avenida Cristóbal Colón, y colinda al occidente con calle Almirante Latorre. Se ubica dentro del sector del Puerto, cercano al centro de la ciudad, y se pueden encontrar en esta estación, a 50 m del Mercado Municipal de Talcahuano, a 100 m del Terminal de Buses de Talcahuano, a 150 m del Terminal Pesquero Artesanal, y las Bentotecas y a aproximadamente 500 m de la Puerta Los Leones, entrada a la Base Naval y al sitio de visita del Huáscar.
Esta estación reemplaza a la Estación Plaza El Ancla que se encuentra aproximadamente a 400 m al norte, en el sitio de la antigua Estación Talcahuano-Puerto.

## Servicios

### Actuales
Desde la década de 1990 la estación presta servicios entre Talcahuano, Concepción y Laja. Es para el 1 de mayo de 2008 que inician los servicios del actual tren Talcahuano-Laja. El servicio presta ocho servicios diarios.